# جون كوستيجان (سياسي)
جون كوستيجان هو سياسي كندي، ولد في 1 فبراير 1835 في Saint-Nicolas, Quebec ‏ في كندا، وتوفي في 29 سبتمبر 1916 في أوتاوا في كندا. نشط حزبياً في Liberal-Conservative Party ‏ والحزب الليبرالي الكندي. وقد انتخب عضو مجلس الشيوخ الكندي ‏ وانتخب عضو مجلس العموم الكندي.